# Liste der Kulturdenkmale in Halle (Saale)/Stadtbezirk Ost
In der Liste der Kulturdenkmale in Halle (Saale)/Stadtbezirk Ost sind alle  Kulturdenkmale der kreisfreien Stadt Halle (Saale) der Ortsteile im Stadtbezirk Ost aufgelistet. Grundlage ist das Denkmalverzeichnis des Landes Sachsen-Anhalt, das auf Basis des Denkmalschutzgesetzes des Landes Sachsen-Anhalt vom 21. Oktober 1991 durch das Landesamt für Denkmalpflege und Archäologie Sachsen-Anhalt erstellt und seither laufend ergänzt wurde (Stand: 31. Dezember 2022).

## Baudenkmale nach Ortsteilen

### Bruckdorf
| Lage                                                   | Bezeichnung | Beschreibung | Erfassungs- nummer | Ausweisungsart | Bild        |
| ------------------------------------------------------ | ----------- | --- | ------------------ | -------------- | ----------- |
| Am Tagebau 180 zwischen Bruckdorf und Osendorf (Karte) | Umspannwerk | Erbaut 1920er Jahre, markanter Ziegelbau mit zwei Türmen, angeordnet als mehrere aneinandergestellte Kuben, Formensprache des Expressionismus | 094 96048          |                | Umspannwerk |
| Zieglerstraße 6 (Karte)                                | Wohnhaus    | | 094 11509          |                | Wohnhaus    |

### Büschdorf
| Lage                                                           | Bezeichnung         | Beschreibung | Erfassungs- nummer | Ausweisungsart | Bild           |
| -------------------------------------------------------------- | ------------------- | --- | ------------------ | -------------- | -------------- |
| Käthe-Kollwitz-Straße 9a Ehemals Günter-Mayer-Straße 9 (Karte) | Kirche St. Nikolaus | Kirche aus dem 12. Jahrhundert, 1720 bis 1724 barock umgebaut | 094 04610          | Baudenkmal     | Weitere Bilder |
| Reideburger Straße 47 bis 49 (Karte)                           | Kaserne             | ehemalige Kaserne der Transportpolizei / jetzt: Landesamt für Umweltschutz, in den 1950er Jahren erbauten großzügige, als Dreiflügelanlage angeordnete Gebäudegruppe, verputztes zwei- bis dreigeschossiges Haupthaus mit Risaliten, Fenster mit originaler Versprossung, typisches Beispiel neoklassizistischer Architektur aus der stalinistischen Zeit der DDR | 094 80296          | Baudenkmal     | Kaserne        |

### Diemitz
| Lage                                                                     | Bezeichnung             | Beschreibung | Erfassungs- nummer | Ausweisungsart | Bild                    |
| ------------------------------------------------------------------------ | ----------------------- | --- | ------------------ | -------------- | ----------------------- |
| Apoldaer Straße 1a und 1b (Karte)                                        | Wohn- und Geschäftshaus | Drei- bis viergeschossiger Klinkerbau in straßenbildprägender Ecklage mit abgerundeten Ecken, ringsumlaufenden Gesims- und Fensterbändern sowie Kragdach, bemerkenswertes Zeugnis der expressionistisch geprägten Klinkerarchitektur der 1920er Jahre, Architekt Richard Schmieder | 094 96702          | Baudenkmal     | Wohn- und Geschäftshaus |
| Birkhahnweg Nordöstlich Güterbahnhof (Karte)                             | Stellwerk               | Stellwerk AS - 2018 abgerissen | 094 17025          | Baudenkmal     | Stellwerk               |
| Birkhahnweg 1 Nordöstlich Güterbahnhof (Karte)                           | Stellwerk               | Stellwerk Am – 2015 abgerissen | 094 96728          | Baudenkmal     | Stellwerk               |
| Fritz-Hoffmann-Straße 65c (Karte)                                        | Herrenhaus              | Freiimfelder Schlösschen | 094 04659          | Baudenkmal     | Herrenhaus              |
| Liebigstraße Nordöstlich Güterbahnhof, Abzweig Nord-Ost-Tangente (Karte) | Stellwerk               | Stellwerk Hno | 094 17577          | Baudenkmal     | Stellwerk               |
| Otto-Stomps-Straße 1 (Karte)                                             | Kirche                  | Kirche aus dem 17. Jahrhundert | 094 12034          | Baudenkmal     | Weitere Bilder          |
| Otto-Stomps-Straße 36 bis 40 (Karte)                                     | Fabrik                  | Ca. 1925 erbaute Gebäude der Stahlbaufirma Reuter & Straube, flachgedeckte Ziegelbauten mit turmartig überhöhten Seitenrisaliten, markanter Backsteindekor in expressionistischer Manier                                                                                           | 094 96976          | Baudenkmal     | Fabrik                  |

### Freiimfelde/Kanenaer Weg
| Lage | Bezeichnung                        | Beschreibung | Erfassungs- nummer | Ausweisungsart | Bild |
| --- | ---------------------------------- | --- | ------------------ | -------------- | --- |
| Delitzscher Straße 29, 31, 33, 35, 37, 39, 41 Freiimfelder Straße 1, 1a, 103, 104, 105 (Karte)                                                           | Häusergruppe                       | Erbaut 1956/57, zurückhaltende neoklassizistische Fassadengliederung, in seiner Monumentalität typisches Beispiel für den Wohnungsbau der Nachkriegszeit in der DDR | 094 96753          |                | Häusergruppe |
| Delitzscher Straße 25 (Karte) | Wohn- und Geschäftshaus            | Wohn- und Geschäftshaus 2020 als Denkmal eingetragen | 107 30005          | Baudenkmal     | BW |
| Delitzscher Straße 28 (Karte) | Wohn- und Geschäftshaus            | Wohn- und Geschäftshaus, 2019 als Denkmal ausgewiesen. | 094 56723          |                | Wohn- und Geschäftshaus |
| Delitzscher Straße 67 (Karte) | Wohnhaus                           | 1908 erbautes Wohn- und Geschäftshaus, zweieinhalbgeschossiger Putzbau mit übergiebeltem Mittelrisalit und auffälligem Eckturm, Stuckreliefs und Balkongitter in floralen Jugendstilformen | 094 11632          |                | Wohnhaus |
| Freiimfelder Straße 36 bis 38 (Karte) | Häusergruppe                       | Ca. 1880–1890 erbaute viereinhalbgeschossige Putz- bzw. Ziegelbauten im neubarocken Stil | 094 95326          |                | Häusergruppe |
| Freiimfelder Straße 42 (Karte) | Schlachthof                        | Ehemaliger Schlacht- und Viehhof Halle, imposante Anlage aus reich gegliederten Ziegelbauten im Rundbogenstil mit beherrschendem zinnenbekrönten Wasserturm und eindrucksvollen Hallenbauten, wertvolles Ensemble funktionaler Architektur des späten 19. Jahrhunderts, erbaut ab 1893, Architekt: Carl Otto Lohausen                                 | 094 04649          |                | Weitere Bilder |
| Freiimfelder Straße 74, 75 (Karte) | HAVAG Straßenbahn-Depot            | Erbaut 1926/1927, weitläufige Wagenhalle mit extrem breiten und flachen Stufengiebeln, bemerkenswertes Beispiel der expressionistisch geprägten Backsteinarchitektur der 1920er Jahre, Entwurf: Wilhelm Jost | 094 96804          |                | HAVAG Straßenbahn-Depot |
| Freiimfelder Straße 87 (Karte) | Villa                              | | 094 96805          |                | Villa |
| Freiimfelder Straße 88 (Karte) | Schule                             | Ehemalige Freiimfelder Volksschule, erbaut 1901, erweitert 1908, straßenbildbeherrschender viergeschossiger Putzbau mit reicher Backsteingliederung sowie prächtigen Sandsteinportalen und Ziergiebeln im Stil der deutschen Renaissance, Architekt: Carl Rehorst, heute Förderschule                                                                 | 094 11580          |                | Weitere Bilder |
| Freiimfelder Straße 90 (Karte) | Christuskirche                     | Christuskirche, erbaut 1926/27, expressionistischer Klinkerbau, Architekt: Georg Roediger | 094 10304          |                | Weitere Bilder |
| Landsberger Straße 1 (Karte) | Wohn- und Geschäftshaus            | Wohn- und Geschäftshaus | 094 66084          |                | Wohn- und Geschäftshaus |
| Landsberger Straße 15 (Karte) | Verwaltungsgebäude                 | | 094 96915          |                | Verwaltungsgebäude |
| Reideburger Straße 1 | Wohn- und Geschäftshaus            | Wohn- und Geschäftshaus 2022 als Baudenkmal ausgewiesen | 094 18886          | Baudenkmal     | Weitere Bilder |
| Reideburger Straße 5 | Wohnhaus                           | Wohnhaus 2022 als Baudenkmal ausgewiesen | 094 18816          | Baudenkmal     | Weitere Bilder |
| Reideburger Straße 40 (Karte) | Villa                              | Mitte der 1930er Jahre errichteter zweigeschossiger Putzbau mit steilem Walmdach und schlichtem, aber ausgewogenem Fassadenbild, Beispiel für den gehobenen Hausbau konservativ-traditionalistischer Prägung im Umkreis der Stuttgarter Schule | 094 11608          |                | Villa |
| Einfahrtsgleise zum Bahnbetriebswerk Halle P aus Richtung Hbf/ Zwischen Volkmannstraße 39 und Berliner Straße 240, südlich von Volkmannstraße 39 (Karte) | Stellwerk                          | Stellwerk Hs2 | 094 96842          |                | [[Vorlage:Bilderwunsch/code!/C:51.48576,11.98526!/D:Einfahrtsgleise zum Bahnbetriebswerk Halle P aus Richtung Hbf/ Zwischen Volkmannstraße 39 und Berliner Straße 240, südlich von Volkmannstraße 39,!/\|BW]] |
| Am Güterbahnhof 1 (Karte) | Wohn- und Geschäftshaus            | Erbaut um 1890, viergeschossiger Putzbau in straßenbildprägender Ecklage mit rustizierter Fassade, einer der eindrucksvollsten Neurenaissancebauten in Halle | 094 17060          |                | Wohn- und Geschäftshaus |
| Am Güterbahnhof 2 (Karte) | Wohn- und Geschäftshaus            | Erbaut um 1890, repräsentativer viergeschossiger Putzbau mit Mezzanin, reicher Neurenaissancefassade mit rustiziertem Erdgeschoss sowie Rundbogenportal, bedeutsam für die geschlossene Häuserzeile der westlichen Straßenseite | 094 17061          |                | Wohn- und Geschäftshaus |
| Am Güterbahnhof 3 (Karte) | Wohn- und Geschäftshaus            | Erbaut um 1890, repräsentativer viereinhalbgeschossiger Putzbau in markanter Ecklage, mit Seitenrisalit und reich gestalteter Neurenaissancefassade, wesentlicher Bestandteil der geschlossen erhaltenen Häuserzeile der westlichen Straßenseite | 094 17062          |                | Wohn- und Geschäftshaus |
| Am Güterbahnhof 5 | Wohnhaus                           | 2022 als Baudenkmal ausgewiesen. Erbaut ca. 1880/1890, fünfgeschossiger Ziegelbau mit Putzgliederung und reich gestalteter Neurenaissancefassade an der östlichen Straßenseite | 094 18880          | Baudenkmal     | Wohnhaus |
| Am Güterbahnhof 33 (Karte) | Verwaltungsgebäude                 | Verwaltungs- und Abfertigungsgebäude des Güterbahnhofs | 094 97109          |                | Verwaltungsgebäude |
| Am Güterbahnhof 34 (Karte) | Verwaltungsgebäude                 | Verwaltungs- und Abfertigungsgebäude des Güterbahnhofs | 094 97109          |                | Verwaltungsgebäude |
| Karl-von-Thielen-Straße 14b (Karte) | ehem. Reichsbahn Ausbesserungswerk | | 094 17027          |                | ehem. Reichsbahn Ausbesserungswerk |
| Karl-von-Thielen-Straße 30, 36 (Karte) | ehem. Feuerwehr des RAW            | | 094 17027          |                | ehem. Feuerwehr des RAW |
| Bahnhofsplatz 1, 2 (Karte) | Bahnhof                            | Halle (Saale) Hauptbahnhof | 094 05068          |                | Weitere Bilder |
| Berliner Straße Güterbahnhof Nördlich der Berliner Brücke (Karte)                                                                                        | Stellwerk                          | Stellwerk Hg6 | 094 15984          |                | [[Vorlage:Bilderwunsch/code!/C:51.490056,11.990802!/D:Berliner Straße Güterbahnhof Nördlich der Berliner Brücke,!/\|BW]]                                                                                      |
| Berliner Straße 16 (Karte) | Bahnbetriebswerk Halle G           | Bahnbetriebswerk 2020 als Denkmal eingetragen | 107 30013          | Baudenkmal     | BW |
| Berliner Straße 20 (Karte) | Wasserturm                         | Intze-Wasserturm, Eisenbahnwasserturm Halle-Diemitz | 094 97110          |                | Wasserturm |
| Berliner Straße 240 (Karte) | Bahnbetriebswerk                   | | 094 97111          |                | BW |
| Berliner Straße 240 (Karte) | Lokschuppen                        | Rechtecklokschuppen 5 (ursprünglich 3) | 094 97112          |                | BW |
| Berliner Straße 240 Bw Halle P (Karte) | Wasserturm                         | Eisenbahnwasserturm | 094 96720          |                | Wasserturm |
| Delitzscher Straße (Karte) | Brücke                             | Eisenbahnbrücke | 094 80200          |                | Brücke |
| Delitzscher Straße 7 (Karte) | Wasserturm                         | Wasserturm der Reichsbahn, erbaut um 1890, städtebaulich wichtiger, den Bahnhofsvorplatz prägender Hochbehälter aus Stahl über kegelförmigem Ziegelschaft mit sparsamer Rundbogen- und Pilastergliederung, markantes Zeugnis für den dampfbetriebenen Schienenverkehr und die repräsentativ-dekorative Gestaltung von Funktionsbauten der Gründerzeit | 094 11629          |                | Weitere Bilder |

### Kanena
| Lage                                               | Bezeichnung | Beschreibung                                         | Erfassungs- nummer | Ausweisungsart | Bild           |
| -------------------------------------------------- | ----------- | ---------------------------------------------------- | ------------------ | -------------- | -------------- |
| Gutsweg 42 (Karte)                                 | Rittergut   | Rittergut Kanena 06108 Halle (Saale)-Kanena          | 094 86611          |                | Weitere Bilder |
| Schkeuditzer Straße 4b (Karte)                     | Planetarium | Erbaut 1961–1963 als Schulplanetarium mit Sternwarte | 094 86602          |                | Weitere Bilder |
| Zum Planetarium 6 Ecke Schkeuditzer Straße (Karte) | Wohnhaus    |                                                      | 094 11511          |                | Wohnhaus       |
| Zum Planetarium 9 (Karte)                          | Kirche      | St. Stephan                                          | 094 97107          |                | Weitere Bilder |

### Reideburg
| Lage | Bezeichnung         | Beschreibung                                                                                     | Erfassungs- nummer | Ausweisungsart | Bild           |
| --- | ------------------- | ------------------------------------------------------------------------------------------------ | ------------------ | -------------- | -------------- |
| Am Sagisdorfer Park 1 Ehemals zur Ortslage Sagisdorf gehörend; 1920 Gründung der Großgemeinde Reideburg (Karte)                           | Gutshof             | Rittergut Sagisdorf, nach 1989 Remisen und Stallungen, sowie im April 2014 Herrenhaus abgerissen | 094 11531          |                | Gutshof        |
| Freiberger Straße 3 (Karte) | Wohnhaus            | Geburtshaus Hans Dietrich Genschers                                                              | 094 56575          |                | Wohnhaus       |
| Paul-Singer-Straße (Karte) | Kirche St. Gertraud | romanische Kirche, 1724–1725 barock umgebaut                                                     | 094 04959          |                | Weitere Bilder |
| Paul-Singer-Straße 19 (Karte) | Gasthof             | ehemaliger Gasthof Zur Nachtigall                                                                | 094 11535          |                | Gasthof        |
| Paul-Singer-Straße 23 (Karte) | Wohnhaus            |                                                                                                  | 094 11483          |                | Wohnhaus       |
| Paul-Singer-Straße 67 (Karte) | Gutshof             |                                                                                                  | 094 70892          |                | Gutshof        |
| Paul-Singer-Straße 85 (Karte) | Pfarrhaus           |                                                                                                  | 094 11537          |                | Pfarrhaus      |
| Zwickauer Straße 12 In der ehemaligen Ortslage Sagisdorf; 1920 Zusammenschluss verschiedener Ortslagen zur Großgemeinde Reideburg (Karte) | Wohnhaus            | Das Haus befindet sich derzeit in der Sanierung (September 2016)                                 | 094 11533          |                | Wohnhaus       |

## Kleindenkmale nach Ortsteilen

### Büschdorf
| Lage                                 | Bezeichnung | Beschreibung                                                                                     | Erfassungs- nummer | Ausweisungsart | Bild        |
| ------------------------------------ | ----------- | ------------------------------------------------------------------------------------------------ | ------------------ | -------------- | ----------- |
| Delitzscher Straße Büschdorf (Karte) | Gedenkstein | Gedenkstein zur Erinnerung an die Schlacht gegen Napoleon vom 18. Oktober 1813, aufgestellt 1913 | 094 11507          |                | Gedenkstein |

### Kanena
| Lage                    | Bezeichnung | Beschreibung                                              | Erfassungs- nummer | Ausweisungsart | Bild        |
| ----------------------- | ----------- | --------------------------------------------------------- | ------------------ | -------------- | ----------- |
| Zum Planetarium (Karte) | Gedenkstein | Denkmal zum 100. Jahrestag der Völkerschlacht bei Leipzig | 094 97106          |                | Gedenkstein |

## Bewegliche Kulturdenkmale

### Freiimfelde/Kanenaer Weg
| Lage                                                     | Bezeichnung   | Beschreibung | Erfassungs- nummer | Ausweisungsart | Bild       |
| -------------------------------------------------------- | ------------- | --- | ------------------ | -------------- | ---------- |
| Volkmannstraße 39 Lokschuppen IV (Eisenbahnmuseum Halle) | Lokomotive    | Schnellzugdampflokomotive 18201 (oft Nummernänderung 1970–1991 = 02 0201-0, ab 1. Jan. 1992 = 088 025-2) Schnellzugdampflokomotive 03 1010 | 094 70868          |                | Lokomotive |
| Berliner Straße 240 Lokschuppen V                        | Triebfahrzeug | Doppelstockeinheit D13 | 107 80003          |                |            |

## Ehemalige Kulturdenkmale nach Stadtteilen
Die nachfolgenden Objekte waren ursprünglich ebenfalls denkmalgeschützt oder wurden in der Literatur als Kulturdenkmale geführt. Die Denkmale bestehen heute jedoch nicht mehr, ihre Unterschutzstellung wurde aufgehoben oder sie werden nicht mehr als Denkmale betrachtet.

### Freiimfelde/Kanenaer Weg
| Lage                                                                             | Bezeichnung | Beschreibung | Erfassungs- nummer | Ausweisungsart | Bild      |
| -------------------------------------------------------------------------------- | ----------- | --- | ------------------ | -------------- | --------- |
| Landsberger Straße 12 (Karte)                                                    | Wohnhaus    | dreigeschossiges Wohnhaus aus dem Jahr 1905, zu einem unbekannten Zeitpunkt abgerissen, nach Feststellung des Verlustes im Jahr 2017 wurde das Objekt aus dem Denkmalverzeichnis gelöscht                      | 094 96914          |                | Wohnhaus  |
| Leipziger Chaussee Südliche Einfahrt Halle Hbf, Neben Leipziger Chaussee (Karte) | Stellwerk   | Stellwerk Hp5, einzigartiges elektromechanisches Brückenstellwerk, im Zuge des Umbaus des Eisenbahnknotens Halle mit Genehmigung abgerissen, im Jahr 2017 wurde das Objekt aus dem Denkmalverzeichnis gelöscht | 094 16002          |                | Stellwerk |

## Legende
In den Spalten befinden sich folgende Informationen:
- Lage: Nennt den Straßennamen und wenn vorhanden die Hausnummer des Kulturdenkmals. Die Grundsortierung der Liste erfolgt nach dieser Adresse. Der Link „Karte“ führt zu verschiedenen Kartendarstellungen und nennt die geographischen Koordinaten.
Link zu einem Kartenansichtstool, um Koordinaten zu setzen. In der Kartenansicht sind Baudenkmale ohne Koordinaten mit einem roten bzw. orangen Marker dargestellt und können in der Karte gesetzt werden. Baudenkmale ohne Bild sind mit einem blauen bzw. roten Marker gekennzeichnet, Baudenkmale mit Bild mit einem grünen bzw. orangen Marker.
- Offizielle Bezeichnung: Nennt den Namen, die Bezeichnung oder zumindest die Art des Kulturdenkmals und verlinkt, soweit vorhanden, auf den Artikel zum Objekt.
- Beschreibung: Nennt bauliche und geschichtliche Einzelheiten des Kulturdenkmals, vorzugsweise die Denkmaleigenschaften.
- Erfassungsnummer: Für jedes Kulturdenkmal wird in Sachsen-Anhalt eine 20stellige Erfassungsnummer vergeben. Die letzten zwölf Ziffern werden für die Untergliederung nach Teilobjekten genutzt und werden nur angegeben, soweit vergeben. In dieser Spalte kann sich folgendes Icon  befinden, dies führt zu Angaben zu diesem Baudenkmal bei Wikidata.
- Ausweisungsart: Die Einordnung des Denkmales nach § 2 Abs. 2 DenkmSchG LSA
- Bild: Ein Bild des Denkmales, und gegebenenfalls einen Link zu weiteren Fotos des Kulturdenkmals im Medienarchiv Wikimedia Commons. Wenn man auf das Kamerasymbol klickt, können Fotos zu Kulturdenkmalen aus dieser Liste hochgeladen werden: